# Pšánky
Pšánky település Csehországban, a Hradec Králové-i járásban. Pšánky Petrovičky, Petrovice, Nechanice, Bříšťany és Stračov településekkel határos. Lakosainak száma 71 fő (2024. január 1.).

## Népesség
A település lakosságának változását az alábbi diagram mutatja:
| Lakosok száma | 150  | 165  | 167  | 123  | 79   | 57   | 59   | 60   | 67   | 71   |
|               | 1869 | 1900 | 1921 | 1961 | 1980 | 2011 | 2016 | 2019 | 2021 | 2024 |